# Группа Конвея Co1
Группа Конвея Co1 — это спорадическая простая группа порядка
{\displaystyle 2^{21}{\cdot }3^{9}{\cdot }5^{4}{\cdot }7^{2}{\cdot }11{\cdot }13{\cdot }23}
= 4157776806543360000
≈ 4⋅1018.

## История и свойства
Co1 является одной из 26 спорадических групп и была открыта Джоном Хортоном Конвеем в 1968. Группа является самой большой из трёх спорадических групп Конвея и может быть получена как факторгруппа Co0 (группа автоморфизмов решётки Лича {\displaystyle \Lambda }, сохраняющих начало координат) по её центру, который состоит из скалярных матриц ±1. Группа также возникает на вершине группы автоморфизмов чётной 26-мерной унимодулярной решётки II25,1. Некоторые, не совсем понятные, комментарии в коллекции работ Витта позволяют полагать, что он нашёл решётку Лича и, возможно, порядок её группы автоморфизмов в неопубликованной работе 1940 года.
Группа внешних автоморфизмовгруппы Co1 тривиальна, а мультипликатор Шура имеет порядок 2.

## Инволюции
Co0 имеет 4 класса смежности инволюций. Они стягиваются к 2 в Co1, но есть 4-элементы в Co0, которые соответствуют третьему классу инволюций в Co1.
Образ 12-элементных множеств (додекады) имеет централизатор типа 211:M12:2, который содержится в максимальной подгруппе типа 211:M24.
Образ октад или 16-элементных множеств имеет централизатор вида 21+8.O8+(2), максимальная подгруппа.

## Представления
Наименьшее точное перестановочное представление группы Co1 состоит из 98280 пар {v,–v} векторов с нормой 4.
Централизатор инволюции типа 2B в монстре имеет вид {\displaystyle 2^{1+24}\mathrm {Co} _{1}}.
Диаграмма Дынкина чётной Лоренцевой унимодулярной решётки II1,25 изометрична (аффинной) решётке Лича {\displaystyle \Lambda }, так что группа авоморфизмов диаграммы является расщепляемым расширением {\displaystyle \Lambda },Co0 аффинных изометрий решётки Лича.

## Максимальные подгруппы
Уилсон нашёл 22 смежных классов максимальных подгрупп группы Co1, хотя в его изначальном списке имеется несколько ошибок, которые он исправил позже.
- Co2[англ.]
- 3.Suz:2 Подъём до {\displaystyle \mathrm {Aut} (\Lambda )} фиксирует комплексную структуру или изменяет её в сопряжённую структуру. Вершина башни Судзуки.
- 211:M24 Подъём до {\displaystyle \mathrm {Aut} (\Lambda )} фиксирует каркас векторов[4]. Образ мономиальной подгруппы[5] группы {\displaystyle \mathrm {Aut} (\Lambda )}
- Co3[англ.]
- {\displaystyle 2^{1+8}.\mathrm {O} _{8}^{+}(2)} централизатор инволюции (образ октад из {\displaystyle \mathrm {Aut} (\Lambda )})
- {\displaystyle \mathrm {U} _{6}(2):\mathrm {S} _{3}}
- {\displaystyle (\mathrm {A} _{4}\times \mathrm {G} _{2}(4)):2} в цепочке Судзуки[англ.][6].
- {\displaystyle 2^{2+12}:(\mathrm {A} _{8}\times \mathrm {S} _{3})}
- {\displaystyle 2^{4+12}.(\mathrm {S} _{3}\times 3.\mathrm {S} _{6})}
- {\displaystyle 3^{2}.\mathrm {U} _{4}(3).\mathrm {D} _{8}}
- 36:2.M12 (голоморф троичного кода Голея)
- (A5 × J2):2 в цепочке Судзуки
- {\displaystyle 3^{1+4}:2.\mathrm {PSp} _{4}(3).2}
- {\displaystyle (\mathrm {A} _{6}\times \mathrm {U} _{3}(3)).2} в цепочке Судзуки
- {\displaystyle 3^{3+4}:2.(\mathrm {S} _{4}\times \mathrm {S} _{4})}
- {\displaystyle \mathrm {A} _{9}\times \mathrm {S} _{3}} в цепочке Судзуки
- {\displaystyle (\mathrm {A} _{7}\times \mathrm {L} _{2}(7)):2} в цепочке Судзуки
- {\displaystyle (\mathrm {D} _{10}\times (\mathrm {A} _{5}\times \mathrm {A} _{5}).2).2}
- {\displaystyle 5^{1+2}:\mathrm {GL} _{2}(5)}
- {\displaystyle 5^{3}:(4\times \mathrm {A} _{5}).2}
- {\displaystyle 7^{2}:(3\times 2.\mathrm {S} _{4})}
- {\displaystyle 5^{2}:2\mathrm {A} _{5}}